# 貝奇瓦河

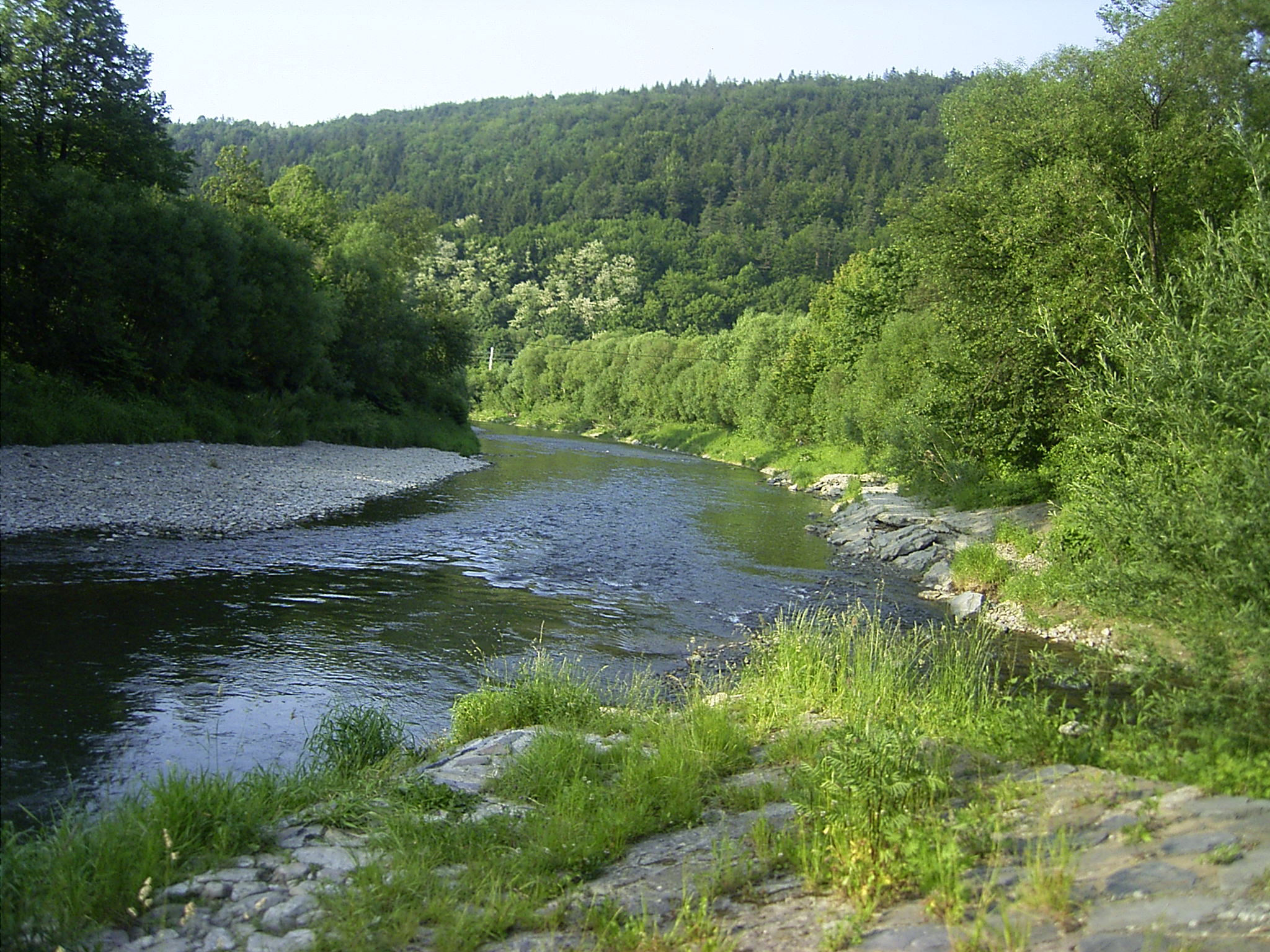

貝奇瓦河是捷克的河流，位於該國東部多瑙河流域，屬於摩拉瓦河的左支流，河道全長61.5公里，流域面積1,625.7平方公里，該河曾被用作浮運木材。
49°25′N 17°20′E / 49.417°N 17.333°E